# Szőlősgyörök, Somogy
Szőlősgyörök  este un sat în districtul Fonyód, județul Somogy, Ungaria, având o populație de 1.247 de locuitori (2011). 

## Demografie
Componența etnică a satului Szőlősgyörök
     Maghiari (97,43%)
     Germani (2,14%)
     Necunoscut (0,43%)
     Alții (0,43%)
Componența confesională a satului Szőlősgyörök
     Fără religie (5,69%)
     Reformați (4,17%)
     Luterani (1,6%)
     Necunoscută (88,05%)
     Atei (0,48%)
     Alte religii (0,24%)
Conform recensământului din 2011, satul Szőlősgyörök avea 1.247 de locuitori. Din punct de vedere etnic, majoritatea locuitorilor (97,43%) erau maghiari, cu o minoritate de germani (2,14%). Apartenența etnică nu este cunoscută în cazul a 0,43% din locuitori. Nu există o religie majoritară, locuitorii fiind persoane fără religie (5,69%), reformați (4,17%) și luterani (1,6%). Pentru 88,05% din locuitori nu este cunoscută apartenența confesională.